# Kung Pow
Kung Pow är en bokserie som skrivs av Ola Lindholm och Johan Lindqvist. Illustratör är Kevin Olberg. Serien riktar sig huvudsakligen till barn i åldrarna 9-12 år.
Fyra böcker har hittills givits ut: Dödens Dal, Game Over, Ett Levande Vapen och De Fem Demonerna. I april 2021 kommer den femte delen Hotet från Rymden. Bokserien ges i Sverige ut av Bonnier Carlsen.

## Handling och persongalleri
Bokserien handlar om Sam, 12 år, som är tränad i världens hemligaste och farligaste kampsport; Kung Pow. I 1000 år har Kung Pows mästare lönnmördat åt kejsare och kungar mot betalning. För att inte röja kampsportens hemligheter har kunskaperna om Kung Pow i alla tider förts från mästaren till endast en elev. Mästaren i bokserien heter Mästare Ju. Han här 137 år och har tränat Sam varje dag sedan Sam bara var ett spädbarn.
Sam och Mästare Ju arbetar åt den hemliga polisorganisationen iPol. Tillsammans med datorgeniet Aisha bilder de den superhemliga Avdelning 33, iPols farligaste vapen mot världens ondaste skurkar. Chef för Avdelning 33 är den hemlighetsfulla, före detta elitsoldaten, Madam P.
Böckerna riktar sig till barn i 9-12 års ålder. Varje bok innehåller ett äventyr och böckerna är fristående.